# Google Workspace
Google Workspace (antigo G Suite e Google Apps) é um serviço do Google que oferece versões de vários produtos Google que podem ser personalizados de forma independente com o nome de domínio do cliente. Ele oferece vários aplicativos da web com recursos similares aos de pacotes de escritório tradicionais, inclusive Gmail, Hangouts, Google Agenda, Drive, Docs, Planilhas, Apresentações, Groups, News, Play, Sites, e Vault. Foi criado por Rajen Sheth, um funcionário da Google que mais tarde desenvolveria os Chromebooks.
O Workspace é gratuito por 14 dias e depois disso passa a custar, no pacote básico, US$5 por conta de usuário por mês (ou US$50 por usuário por ano). O G Suite for Education e o G Suite for Non-profits (para entidades sem fins lucrativos com a certificação 501(c)(3)) são gratuitos e oferecem o mesmo espaço de armazenamento que o Google Apps for Work.
Além dos aplicativos compartilhados (agenda, docs, etc.), a Google oferece o Google Workspace Marketplace, uma loja de aplicativos para usuários do Google Workspace. Ela contém vários aplicativos, gratuitos e pagos, que podem ser instalados para personalizar a experiência do Google Workspace para o usuário.

## Versões

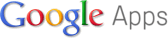
Logotipo antigo do Google Apps

O Google Workspace está disponível em diversas versões. Cada uma delas tem um limite diferente para o número de contas de usuários que podem ser criadas. O Google Apps foi lançado com cota de 200 usuários na versão Standard (gratuita), mas depois de pouco tempo essa cota passou a ser de 100 usuários. Além disso, era possível solicitar o aumento do limite de usuários através de um processo manual, que podia ser aprovado dentro de uma a duas semanas. Em janeiro de 2009, o limite foi alterado para que todas as contas novas tivessem no máximo 50 usuários em vez de 100. Para aumentar esse limite, seria necessário pagar. Isso foi confirmado durante o lançamento do programa de revendedores do Google Apps. Os usuários que já tinham a versão padrão antes de janeiro de 2009 mantiveram a conta antiga, além da capacidade de "solicitar" mais usuários, mas essas solicitações passaram a ser respondidas com sugestões de "fazer upgrade da assinatura". Em 2011, o limite para o Google Apps gratuito passou a ser de 10 usuários para contratos novos. No dia 6 de dezembro de 2012, a Google decidiu deixar de oferecer a versão gratuita do Google Apps (Standard Edition). Os novos clientes corporativos seriam redirecionados para o Google Apps for Work, mas as contas existentes do Google Apps Standard Edition continuariam funcionando.
A assinatura do Google Apps é cobrada com base no número total de usuários disponíveis na conta. Os recursos do produto são válidos para todos os usuários de uma conta. Não é possível adquirir upgrades para um subconjunto de usuários. Para aumentar o limite de usuários, é necessário fazer o upgrade de todas as contas. Por exemplo, o upgrade do limite "padrão" de 50 usuários para permitir até 60 usuários implicaria no pagamento por 60 usuários, sejam ou não utilizados.

Google Apps Partner Edition / Google Apps for ISPsIgual à Standard Edition, com as seguintes exceções:
- Sem limite de número de caixas de correio
- A API do Google está disponível para gerenciar e provisionar contas

Google Apps for Work (antigo Google Apps Premier Edition)
- US$ 50[11][12] por conta por ano ou US$5 por conta por mês
- Anúncios de texto opcionais
- Segurança de mensagens integrada Postini baseada em políticas
- Sala de conferências/planejamento de recursos
- Garantia de 99.9% de tempo de funcionamento do e-mail
- APIs disponíveis para Single Sign On
- Suporte telefônico 24h por dia, 7 dias por semana
- Limite de envio de e-mails a 2.000 destinatários externos por dia por conta[12]
- Espaço de armazenamento de 30 GB por conta, alocado para uso em todos os produtos, inclusive e-mail

Google Apps for Education (antigo Google Apps Education Edition)Igual ao Google Apps for Work, exceto pelas seguintes características:
- Gratuito para escolas de ensino fundamental e médio, faculdades e universidades com até 30.000 usuários
- Sem anúncios para professores, funcionários e alunos
- A Google pode exibir anúncios para contas não associadas a alunos matriculados, funcionários e voluntários[13]
- Espaço de armazenamento de 30 GB por conta, alocado para uso em todos os produtos, inclusive e-mail
- Sistema de gerenciamento de conteúdo (chamado Google Classroom) para a classificação de documentos e comunicação. Lançamento programado para setembro de 2014.

Google Apps for Non-profits (antigo Google Apps Education Edition)Igual ao Google Apps for Work, exceto pelas seguintes características:
- Gratuito para entidades sem fins lucrativos com a certificação 501(c)(3)
- Sem anúncios para professores, funcionários e alunos
- A Google pode exibir anúncios para contas não associadas a funcionários e voluntários[13]
- Espaço de armazenamento de 30 GB por conta, alocado para uso em todos os produtos, inclusive e-mail

Serviços por Tipo de Conta
|                      | Requer Conta Google | Endereço de Gmail               | Google Apps for Work         | Google Apps for Work         |
| Standard             | Requer Conta Google | Endereço de Gmail               | Superior                     |                              |
| -------------------- | ------------------- | ------------------------------- | ---------------------------- | ---------------------------- |
| Gmail                | Sim                 | Sim                             | Sim (Requer nome de domínio) | Sim (Requer nome de domínio) |
| Google Apps Sync     | Sim                 | Sim (usando Microsoft Exchange) | Não                          | Sim                          |
| Google Calendar      | Sim                 | Sim                             | Sim                          | Sim                          |
| Google Contacts      | Sim                 | Sim                             | Sim (Versão Beta)            | Sim (Versão Beta)            |
| Google Contacts Sync | Sim                 | Sim (usando Microsoft Exchange) | Sim                          | Sim                          |
| Google Drive         | Sim                 | Sim                             | Sim                          | Sim                          |
| Google Groups        | Sim                 | Sim                             | Sim                          | Sim                          |
| Google Sites         | Sim                 | Sim                             | Sim                          | Sim                          |
| Google Tasks         | Não                 | Sim                             | Sim                          | Sim                          |
| Google Voice         | Não                 | Sim                             | Sim                          | Sim                          |
| Google Analytics     | Não                 | Sim                             | Sim                          | Sim                          |
| Google+              | Sim                 | Sim                             | Sim desde 27/10/2011         | Sim desde 27/10/2011         |

## Alcance
De acordo com um anúncio feito na conferência Google I/O em junho de 2012, atualmente o Gmail tem 425 milhões de usuários, e cinco milhões de empresas utilizam o Google Apps for Work.

A Google está trabalhando para aumentar a utilização, especialmente no setor público. O exemplo mais recente foi o anúncio em junho de 2011 pelo organismo do governo dos Estados Unidos, NOAA, que seus 25.000 funcionários seriam migrados para o Google Apps for Work até o fim daquele ano. Em 2009, a cidade de Los Angeles, Califórnia assinou um contrato de cinco anos com a Google para o fornecimento do serviço Google Apps para 34.000 funcionários. No início de 2011, a cidade de Los Angeles ainda estava no processo de implementação do Google Apps, pois os agentes do LAPD, o departamento de polícia da cidade, levantou objeções quanto à privacidade.No início de 2010, o Lawrence Berkeley National Laboratory da Agência de Energia dos Estados Unidos migrou 5.000 contas de e-mail para o Google Apps. No dia 22 de julho de 2010, o Conselho de Serviços Gerais certificou que o Google Apps cumpria seus requisitos de segurança cibernética. No dia 29 de outubro de 2010, a Google abriu um processo contra o Departamento do Interior dos Estados Unidos, que abrira uma licitação por software que exigia que os licitantes usassem o pacote de produtividade on-line da Microsoft. A Google abriu o processo argumentando que essa exigência "restringia indevidamente a concorrência".

## Análise de ROI
Existem poucos estudos independentes documentando a verdadeira economia gerada pela adoção de soluções de SaaS, como o Google Apps. Um recente estudo encomendado à Forrester Research indica que as empresas de grande porte podem chegar a um ROI de 329% e a um ponto de equilíbrio econômico de 1,4 meses. O estudo da Forrester usou uma empresa modelo com 18.000 funcionários.

## Revendedores
A Google oferece um programa de revendedores do Google Apps. Em julho de 2012, mais de 6.000 empresas já estavam inscritas para revender a solução. No Brasil já é possível efetuar os pagamentos através de boleto bancário, sem a necessidade de cartão de crédito internacional.

## História
- Fevereiro de 2006 - A Google criou o Gmail For Your Domain, em uma versão Beta somente por convite que permitia o uso do Gmail com um nome de domínio personalizado. Ela oferecia 2 GB de espaço de armazenamento de e-mails, além de muitos recursos do Gmail padrão.
- Agosto de 2006 - A Google expandiu o Google Apps For Your Domain, incorporando serviços mais novos, como Google Agenda, Google Talk e Google Page Creator. Mais tarde, a Google adicionou uma "Página Inicial" a todas as contas, baseada no serviço iGoogle.
- Outubro de 2006 - A Google permitiu que instituições educacionais utilizassem o serviço, que passou a ser chamado de Google Apps For Education. Uma das maiores implementações do Google Apps foi feita na Lakehead University em Thunder Bay, Ontário, Canadá, com 38.000 usuários do Gmail e seus recursos de mensagens instantâneas no navegador.[24]
- 22 de fevereiro de 2007 - A Google lançou a Premier Edition para empresas, além de liberar a utilização de todos os serviços do Google Apps para o público. Ao mesmo tempo, todos os produtos foram unificados e o painel de controle on-line foi redesenhado.
- Junho de 2007 - A migração de e-mails de serviços IMAP foi adicionada ao Google Apps for Business.[25]
- 3 de outubro de 2007 - A Google anunciou que "os serviços de segurança, conformidade, gerenciamento de políticas e recuperação de mensagens" da empresa recém-adquirida Postini seriam integrados ao Google Apps Premier Edition.[26][27]
- 12 de outubro de 2007 - A Google anunciou que o espaço de armazenamento de e-mails dos domínios que utilizavam o Google Apps seria aumentado. Agora as contas Premier Edition teriam 25 GB de espaço cada uma (o espaço antes era de 10 GB). As contas Standard e Education Edition teriam o mesmo limite das contas do Gmail (anteriormente 2 GB, a partir de agosto de 2008, mais de 7 GB).[4]
- 28 de fevereiro de 2008 - A Google anunciou que o Google Sites seria disponibilizado para domínios hospedados pelo Google Apps. O Google Sites permite a edição colaborativa de sites e permite que os usuários façam o upload de imagens e vídeos a seus sites.[28]
- Setembro de 2008 - O Google Page Creator e o carregador de arquivos deixaram de ser oferecidos para novos usuários do Google Apps.
- 1° de dezembro de 2008 - A Google removeu a opção de página inicial para novas contas do Google Apps. Parece que a ideia era fazer com que os novos usuários passassem a usar o Google Sites.
- 14 de janeiro de 2009 - A Google removeu a opção de adicionar usuários a domínios Standard Edition, e os novos domínios passaram a ser limitados a 50 usuários (anteriormente eram 100).
- 29 de janeiro de 2009 - A Google adicionou o Google Apps ao pacote Google Labs. Ele permitia que os usuários adicionassem recursos como 'Offline', 'Tasks', e 'Vacation Time!'.[29]
- 1° de abril de 2009 - A Google adicionou temas à interface de e-mail.[30][31]
- 9 de junho de 2009 - A Google apresentou o Google Apps Sync para Microsoft Outlook, permitindo que as empresas que executam o Microsoft Exchange Server migrassem suas caixas de correio do Exchange para o Google Apps.[32][33]
- 7 de julho de 2009 - A Google tirou todos os serviços do Google Apps do status 'Beta'.[34]
- 15 de setembro de 2009 - A Google anunciou que disponibilizaria a GovCloud, que hospedaria o Google Apps em um ambiente de dados independente, com criptografia aprimorada para atender aos padrões de segurança do governo.[35]
- 9 de março de 2010 - Abertura do Google Apps Marketplace, um local com aplicativos para a nuvem de outros fabricantes, que complementam os aplicativos on-line da Google.[36]
- 24 de maio de 2010 - A Google anunciou que o Google Wave seria disponibilizado para domínios hospedados pelo Google Apps (somente em inglês). O Google Wave era um espaço na Web, compartilhado em tempo real, em que as pessoas podiam conversar e trabalhar juntos usando texto com formatação, fotos, vídeos, mapas e outros.[37]
- 3 de agosto de 2010- O vice-presidente sênior da Google, Urs Hölzle, anunciou que o desenvolvimento do Google Wave seria interrompido.[38]
- Meados de 2010 - A Google passou a rejeitar o registro de domínios ".tk" no Google Apps (Google Apps Standard Edition nesse momento), mas isso não afetou o Google Apps for Work (Google Apps Premiere Edition nesse momento) nem o Google Apps for Education (Google Apps Education Edition nesse momento). Todas as contas do Google Apps que usam domínios ponto tk registradas antes de março de 2010 foram desativadas. Quando os usuários afetados tentavam usar o Google Apps, recebiam a mensagem: "Essa conta foi desativada."
- Segunda metade de 2010 - As contas do Google Apps foram migradas para o mesmo back-end que outras contas do Google, uma alteração técnica que permitia que todas as contas recebessem os novos recursos ao mesmo tempo.
- 10 de maio de 2011 - O número de contas gratuitas do Google Apps (antigo Google Apps Standard Edition) passou de 50 para 10.[39]
- 3 de agosto de 2012 - Os serviços Google Video for Business e Google Apps for Teams foram suspensos.[40] O Apps for Teams permitia que as pessoas com endereços de e-mail corporativos ou de instituições educacionais válidos usassem os serviços de colaboração do Google sem usar o Gmail ou o pacote completo do Apps for Business ou Education.
- 7 de dezembro de 2012 - A Google desativou a versão gratuita do Google Apps.[41] Havia uma versão gratuita para um usuário disponível para desenvolvedores no Google App Engine por meio de um processo de inscrição especial.[42]
- Junho de 2013 - A Google desativa a versão do Google Apps para um usuário.

## Críticas
A empresa de análises Real Story Group citou vários pontos fracos do Google Apps em uma análise comparativa que mencionava a ausência de serviços de administração, personalização e ciclo de vida, e que isso poderia atrapalhar a eficácia em grandes ambientes corporativos.
Problemas de segurança de dados significam que as plataformas de aplicativos on-line podem ser inadequadas para o armazenamento de dados confidenciais. Isso é especialmente importante para governos (pois os interesses nacionais podem impedir o armazenamento de informações em outros países), grandes entidades comerciais (em que qualquer vazamento de dados pode ter consequências financeiras graves) e indivíduos (pois o roubo de identidade pode ter consequências financeiras sérias e até destruir reputações).
1. No dia 10 de março de 2009, a Google informou que um bug no Google Docs permitiu o acesso acidental a documentos privados. Acredita-se que 0,05% dos documentos armazenados pelo serviço tenham sido afetados pelo bug, que a Google afirma ter corrigido.[carece de fontes?]
2. No Reino Unido, não é possível obter informações relacionadas ao Google e às solicitações da RIPA [44] mas é conhecido que a MI5 e a MI6 usam informações do Google com frequência devido a citações como, "posso dizer que os departamentos de inteligência, departamentos de polícia e outros órgãos de aplicação da lei são os principais usuários de dados de comunicação"[45] nos relatórios anuais da RIPA.